# Интервју (часопис)
Интервју је био високотиражни недељни и двонедељни лист у СФРЈ и СРЈ. 

## Оснивање
Основан је у оквиру компаније Политика лета 1981. године. На челу са Радетом Шошкићем (који је и дао име овом листу), редакција бившег магазина "Здраво" добила је задатак да се у наредном периоду концентрише на рад овог листа.

## Рад током осамдесетих и почетка деведесетих
Концепт листа заснивао се на томе да се кроз разговоре са актуелним личностима из свих области јавног живота долази до информација које се презентирају читаоцима само кроз форму интервјуа. Како се магазин развијао, у њему су постајали све заступљенији и остали облици новинарства као што су коментари, колумне, фељтони и слично. Редакцију су чинили угледни новинари и уредници (Александар Костић, Перо Златар), али и млади и непознати (Миломир Марић, Александар Тијанић). Магазин је био намењен читалачкој публици средњег и вишег социјалног слоја, образовним младим људима који улазе у посао, као и искусним интелектуалцима који осећају потребу за објективним и аналитичким приступом животним темама и проблемима. Интервју је међу првима писао о економским реформама, о променама у федерацији СФРЈ, о династији Карадордевић, о питању српске државности, о косовском проблему, о Албанцима у Београду и масонима у Југославији. Приметно је било писање и подршка тог листа чувеној антибирократској револуцији крајем осамдесетих година, када лист доживљава највећу популарност.

## Приватизација и гашење
Све до 1994. године лист послује у оквиру компаније Политика. Те године га преузима компанија Браћа Карић, чиме постаје један од првих листова у СРЈ који је приватизован. Концепција листа остаје мање-више иста, мада поједини новинари одлазе. "Интервју" је био један од првих медија који је пословао у оквиру БК. У другој половини деведесетих година, та компанија поверила је Миломиру Марићу посао стварања два нова листа - "Профил" и "Дама", чиме је "Интервју" изгубио значајну улогу у медијском делу компаније. "Профил", као модеран недељник, надмашио је тираж "Интервјуа" и крајем деведесетих овај лист у потпуности престаје да излази.